# باشگاه فوتبال باندونگ رایا
باندونگ رایا یک باشگاه فوتبال حرفه‌ای اندونزیایی از باندونگ بود. این باشگاه در ۱۷ ژوئن ۱۹۸۷ تأسیس شد. این باشگاه تا زمان تشکیل لیگ برتر لیگ اندونزی در سال ۱۹۹۴ در گالاتاما بازی می‌کرد و تا زمان انحلال باشگاه در سال ۱۹۹۷ به دلیل مشکلات مالی، در آن دسته بازی کرد.